# Federazione Islamica dell'Iran Bodybuilding e Fitness
La Federazione di Bodybuilding e Fitness della Repubblica Islamica dell'Iran (IRANBBF) è l'organo di governo del Bodybuilding in Iran. È stata fondata nel 2005 ed è stata membro della IFBB. L'attuale presidente è Abdolmahdi Nasirzadeh

## Presidenti
Naser Pouralifard (2013–2020)
Abdolmahdi Nasirzadeh (2020–Present)